# Colli di Conegliano rosso
Il Colli di Conegliano rosso est un vin italien rouge sec de la région de Vénétie doté d'une appellation DOC depuis le 3 août 1993. Seuls ont droit à la DOC les vins rouges récoltés à l'intérieur de l'aire de production définie par le décret. 

## Aire de production
Les vignobles autorisés se situent rive gauche du Piave en  Trévise dans les communes de Cappella Maggiore, Cison di Valmarino, Colle Umberto, Conegliano, Cordignano, Farra di Soligo, Fregona, Follina, Miane, Pieve di Soligo, Refrontolo, Revine Lago, San Fior, San Pietro di Feletto, San Vendemiano, Sarmede, Susegana, Tarzo et Vittorio Veneto.

## Caractéristiques organoleptiques
- couleur : rouge rubis tendant vers un rouge grenat
- odeur : vineux, caractéristique
- saveur : sèche, pleine, légèrement tannique

Le Colli di Conegliano rosso se déguste à une température de  14 à 16 °C et se gardera 2 à 4 ans.

## Production
Province, saison, volume en hectolitres :
- Treviso  (1993/94)  183,27
- Treviso  (1994/95)  326,13
- Treviso  (1995/96)  431,93
- Treviso  (1996/97)  1194,57